# Caturaí
Caturaí är en kommun i Brasilien.   Den ligger i delstaten Goiás, i den centrala delen av landet, 190 km väster om huvudstaden Brasília. Antalet invånare är 4 670.
Omgivningarna runt Caturaí är huvudsakligen savann. Runt Caturaí är det ganska tätbefolkat, med 139 invånare per kvadratkilometer.